# Route nationale 27 (Madagaskar)
Route nationale 27 (RN 27) is een nationale weg in Madagaskar van 275 kilometer. De weg begint bij Ihosy en eindigt nabij Farafangana. De weg doorkruist de regio's Atsimo-Atsinanana en Ihorombe.

## Locaties langs de route
Van west naar oost:
- Ihosy (kruising met Route nationale 7)
  - Luchthaven Ihosy
- Sahambano
- Ambinda
- Analavoko
- Ivohibe
- Maropaika
- Vondrozo
- Mahatsinjo
- Vohimasy
- Farafangana (kruising met Route nationale 12)